# Långviktjärnen, Lappland
Långviktjärnen är en sjö i Lycksele kommun i Lappland och ingår i Öreälvens huvudavrinningsområde. Sjön har en area på 0,252 kvadratkilometer och ligger 289,7 meter över havet.

## Delavrinningsområde
Långviktjärnen ingår i det delavrinningsområde (717559-161460) som SMHI kallar för Mynnar i Bäverbäcken. Medelhöjden är 322 meter över havet och ytan är 18,64 kvadratkilometer. Det finns inga avrinningsområden uppströms utan avrinningsområdet är högsta punkten. Vattendraget som avvattnar avrinningsområdet har biflödesordning 3, vilket innebär att vattnet flödar genom totalt 3 vattendrag innan det når havet efter 193 kilometer. Avrinningsområdet består mestadels av skog (78 procent). Avrinningsområdet har 1,07 kvadratkilometer vattenytor vilket ger det en sjöprocent på 5,8 procent.